# Riszonim

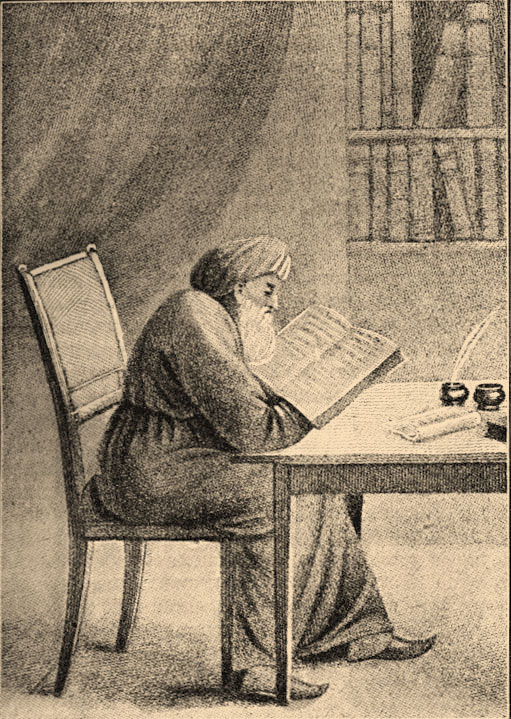
Alfasi, ilustracja z Żydowskiej Encyklopedii Brockhausa i Efrona

Riszonim (hebr. ראשונים pierwsi [uczeni]) – w historii prawodawstwa żydowskiego uczeni działający w późnym średniowieczu, po epoce gaonów i przed napisaniem Szulchan aruch, czyli od XI do XVI wieku. Uczeni rabiniczni, którzy działali później są znani jako acharonim („ostatni”). Do wybitnych przedstawicieli riszonim należeli Majmonides i Raszi. Jednym z największych riszonim był też Alfasi Icchak ben Jaakow, znany też jako Rif, twórca Sefer ha-halachot, jednego z najważniejszych kodeksów religijnych judaizmu.